# TOGG
TOGG，全名为土耳其汽車聯合控股集團（土耳其語：Türkiye'nin Otomobili Girişim Grubu），是一家2018年成立的土耳其合資汽车公司，也是該國的第一個國產車品牌。

## 簡介
2010年，土耳其總統雷傑普·塔伊普·艾爾多安呼籲打造土耳其汽車品牌，2017年宣布TOGG即將成立及合資者等。。2019年，TOGG在發表首款SUV原型車C-SUB。C-SUB於2022年的CES展正式亮相。

## 外部連結
- 官方網站 （页面存档备份，存于）